# Jüdischer Friedhof (Weisenau)

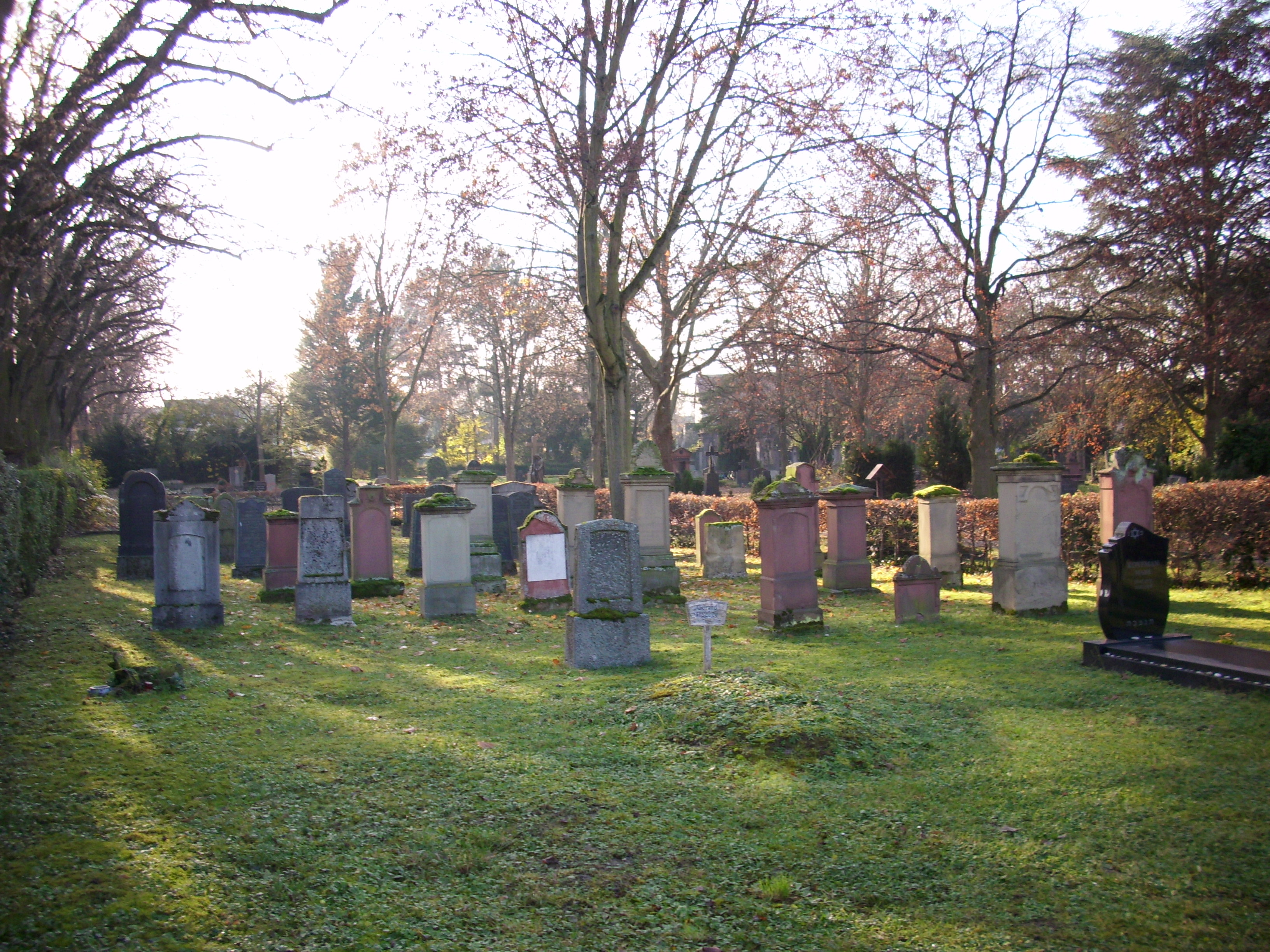
Der jüdische Friedhof Weisenau

Der Jüdische Friedhof Weisenau im Ortsbezirk Mainz-Weisenau der rheinland-pfälzischen Landeshauptstadt Mainz ist ein geschütztes Kulturdenkmal. 
Der 643 m² große jüdische Friedhof an der Portlandstraße wurde im Jahr 1882 an den alten christlichen Friedhof anschließend angelegt. Auf dem Friedhof sind 44 Grabsteine von 1883/84 bis zur Mitte der 1930er Jahre erhalten.